# Tequila & Bonetti
Tequila & Bonetti è una serie televisiva italiana del 2000, diretta da vari registi e trasmessa in prima visione su Italia 1 dal 15 ottobre al 17 dicembre 2000.
È il seguito della serie televisiva statunitense Tequila e Bonetti (1992).

## Trama
Nick Bonetti si trasferisce a Roma, dove fa squadra con un nuovo cane sempre di nome Tequila e con la poliziotta Fabiana Sasso. Anche stavolta, gli spettatori sono in grado di ascoltare i pensieri del cane, ma questa volta è Bonetti ad avere strane abitudini statunitensi agli occhi stupiti dei suoi nuovi colleghi italiani. La razza di Tequila inoltre è stata cambiata: non è più un dogue de Bordeaux ma un Leonberger con accento romano.

## Episodi
| nº | Titolo                               | Prima TV Italia  |
| -- | ------------------------------------ | ---------------- |
| 1  | La rivincita                         | 15 ottobre 2000  |
| 2  | Tequila non s'inganna                |                  |
| 3  | Cane assassino                       |                  |
| 4  | Dai un osso al cane                  |                  |
| 5  | Il ladro                             |                  |
| 6  | Il testimone                         |                  |
| 7  | La madre indegna                     |                  |
| 8  | Il segreto                           |                  |
| 9  | Uno sbirro, un cane e una fotografia |                  |
| 10 | Anime gemelle                        |                  |
| 11 | Il patto                             |                  |
| 12 | I coniugi Bonetti                    |                  |
| 13 | L'ostaggio                           |                  |
| 14 | La vendetta                          |                  |
| 15 | Cuore rapito                         |                  |
| 16 | La promozione                        |                  |
| 17 | Delitto su commissione               |                  |
| 18 | Regina per una notte                 |                  |
| 19 | Crimini d'estate                     |                  |
| 20 | La conversazione                     |                  |
| 21 | Lo scandalo                          | 17 dicembre 2000 |
| 22 | Affari di famiglia                   | 17 dicembre 2000 |